# Mucizonia
Mucizonia és un gènere de plantes amb flors que pertany a la família de les crassulàcies.
Totes les seves espècies són considerades sinònims del gènere Sedum.
Als PPCC aquest gènere tenia una única espècie: el crespinell de congesteres, Mucizonia sedoides, que actualment, segons el criteri de flora ibérica, cal anomenar Sedum candollei.